# 임시대리대사
임시대리대사(臨時代理大使, 문화어: 림시대리대사, 프랑스어: chargé d'affaires)는 명목상 수장(예컨대 특명전권대사)이 부재 중일 때 외교 임무의 수장을 맡는 외교관이다.

## 같이 보기
- 대사 (외교관)
- 주재관